# بطل شعبي
البطل الشعبي أو البطل الوطني هو نوع من الأبطال - حقيقي أو خيالي أو أسطوري - مع أسمائهم وشخصيتهم وأفعالهم المتأصلة في الوعي الجمعي للشعب، ويتم ذكرهم بشكل متكرر في الأغاني الشعبية والحكايات الشعبية وغيرها من الفولكلور؛ ومع مكانة حديثة كقاعدة في الأدب والفنون والأفلام.
على الرغم من أن بعض الأبطال الشعبيين هم شخصيات عامة تاريخية، إلا أن الكثير منهم ليسوا كذلك. إن حياة الأبطال الشعبيين خيالية بشكل عام، وغالبًا ما يتم تضخيم خصائصهم وأفعالهم إلى أبعاد أسطورية.
غالبًا ما يبدأ البطل الشعبي حياته كشخص عادي، ولكنه يتحول إلى شخص غير عادي من خلال أحداث الحياة الهامة، وغالبًا ما يكون ذلك ردًا على الظلم الاجتماعي، وأحيانًا استجابة للكوارث الطبيعية.
إحدى الفئات الرئيسية للأبطال الشعبيين هي المدافع عن عامة الناس ضد القمع أو الفساد في هيكل السلطة القائم. غالبًا ما يعيش أعضاء هذه الفئة من الأبطال الشعبيين، ولكن ليس بالضرورة، خارج القانون بطريقة ما.
- جان دارك مصورة على صهوة حصان في رسم توضيحي من مخطوطة عام 1505. جان دارك بطلة قومية في فرنسا.
- جوزيبي غاريبالدي، أحد "آباء الوطن" في إيطاليا
- ديفي كروكيت، بطل شعبي أمريكي
- تمثال بيير جيرلوفس دنيا، البطل الشعبي الفريزي
- مصطفى كمال أتاتورك، بطل قومي في تركيا
- إل سانتو، بطل شعبي مكسيكي
- نيد كيلي، بطل شعبي أسترالي
- بول ريفير، البطل الشعبي الأمريكي الذي تم تصويره في كتابه الشهير رحلة منتصف الليل

## فهرس
- ختم، غراهام. موسوعة الأبطال الشعبيين . ABC-CLIO، 2001.